# Олександро-Невський Єрусалимський грецький чоловічий монастир (Таганрог)
 Олександро-Невський Єрусалимський грецький чоловічий монастир  (рос. Александро-Невский Иерусалимский греческий мужской монастырь) — чоловічий монастир знаходився в межах міста Таганрог, на перетині вулиці Олександрівської (раніше Єрусалимської) та провулку Лермонтовского д. 23 (раніше Єрусалимського, Варвациевского), на Банківській площі.

## Історія
Засновником монастиря став колишній грецький пірат і меценат Новоросії Іван Андрійович Варваци (Іоанніс Варвакис) (1745—1825). У Росії Варвакис оселився в Астрахані, там він займався заготівлею і продажем ікри. У 1789 році Варваци був прийнятий «вічне підданство Російської Імперії». Свої здібності та енергію він віддав комерційної та благодійної діяльності і став мільйонером. У 1809 році він проводив переговори з міським товариством Таганрога про будівництво храму Олександра Невського в Грецькому єрусалимському монастирі. У 1813 році він переїхав жити в Таганрог.
Для спорудження храму в 1809 році Варваци купив ділянку землі в Таганрозі, де приступив до строительсву церкви для грецької діаспори Таганрога. До того часу існуючий храм святих царів Костянтина і Олени зовсім занепав. Для проектування і будівництва храму у візантійському стилі був запрошений з Афін архітектор-грек.
Після закінчення будівництва Варваци вирішив заснувати при храмі монастир. Головний престол побудованого храму був присвячений Святій Трійці, бокові вівтарі — в ім'я благовірного князя Олександра Невського і святителя Івана Златоуста.
Варваци мав намір домагатися підпорядкування створеного монастиря Єрусалимському Патріархатові, подібно до Московського Миколаївського монастиря, який знаходився у підпорядкуванні Іверської Афонської обителі. Богослужіння в монастирі повинно було відбуватися по-грецьки для греків, які перебувають у Таганрозі.

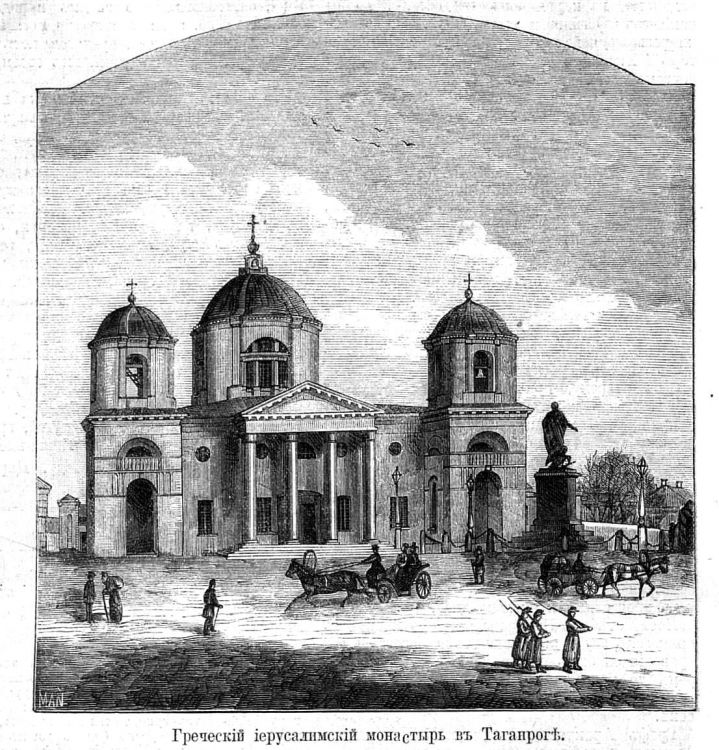
Олександро-Невський Єрусалимський грецький чоловічий монастир. Малюнок з журналу «Всесвітня Ілюстрація» 1 січня 1877 року

Будівля церкви являло собою видатний пам'ятник архітектури, побудований в суворій Візантійському стилі. Пізніше зі сторони Варвациевского провулка в монастирському будинку була влаштована церква Козьми і Даміана.
Варваци подав прохання з облаштування монастиря імператору Олександру I. Після листування з Російським імператором і Єрусалимським патріархом Полікарпом, була видана грамота від 30 серпня 1814 року, яка дозволяла заснувати Єрусалимський Олександрівський монастир за планом Варваци. Варваци також брав на себе утримання монастиря. Монастиря, подібно до Московського Миколаївському монастирю, підпорядковувався Афонський Іверської обителі. Єрусалимська Церква повинна була надсилати грецьких архімандрита для здійснення богослужінь.

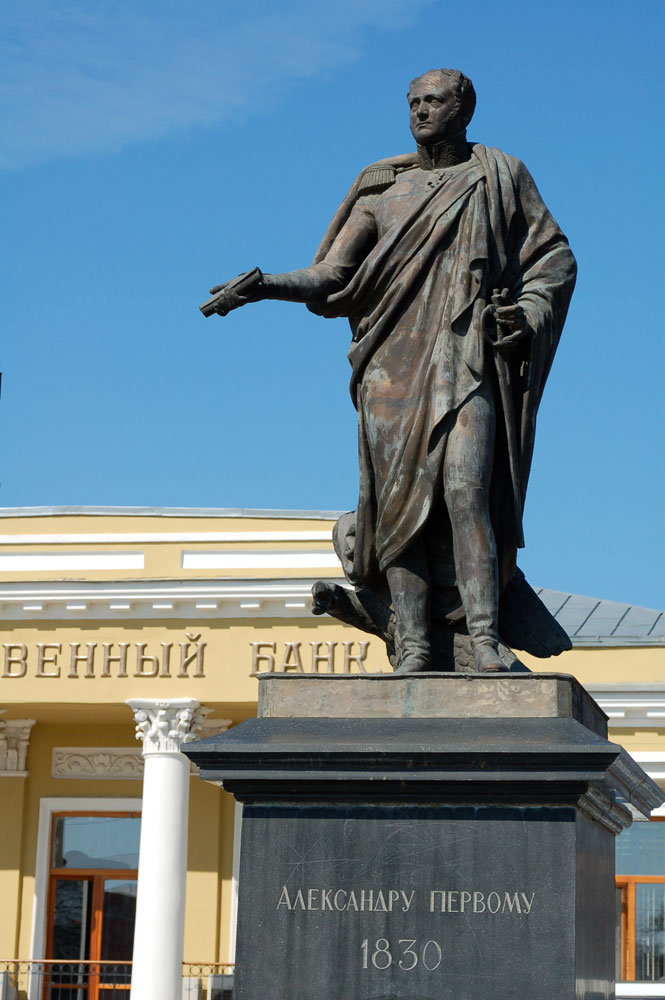
Пам'ятник Олександру I (Таганрог)

В 1825 році в монастирі молились імператор Олександр I і імператриця Єлизавета Олексіївна. Там з 2 по 29 грудня 1825 року перебувало забальзамоване тіло покійного імператора Олександра I. Пізніше на цьому місці лежала сіра мармурова плита з чорним хрестом, і стояла ікона святого Олександра Невського, яку пожертвувала монастирю в 1826 році імператриця Єлизавета Олексіївна. Вона ж подарувала монастирю срібну начиння. У 1831 році перед монастирем на площі був споруджений пам'ятник імператору Олександру I. В роки радянської влади пам'ятник було знесено, а в 1998 році відновлений.
Серед опікунів монастиря до 1851 року були Павло Федорович Травло, а пізніше — Кузьма Миколайович Варваци.
Указом Святійшого Синоду від 12 серпня 1848 року дозволялося влаштувати поряд з монастирем теплу церкву. Це була церква в ім'я святих Косьми і Даміана, що знаходилася на другому поверсі монастирського будинку.
У 1855 році під час Кримської Війни монастир зазнав обстрілу англо-французьким флотом, отримавши удар гарматним ядром. У свій час Єрусалимський монастир був осередком духовного життя як греків, так і росіян, включаючи святого Російської Православної церкви Таганрозького блаженного Павла Таганрозького.
У 1923 році монастир був закритий. У 1926 році В ньому хотіли створити музей, однак остаточним рішенням було знести музей і на його місці побудувати 4-х поверховий будинок.